# Lungani (okręg Ardżesz)
Lungani – wieś w Rumunii, w okręgu Ardżesz, w gminie Vedea. W 2011 roku liczyła 167 mieszkańców.